# Bible de Tijuana
Pour les articles homonymes, voir Tijuana Bible.
Une Bible de Tijuana (anglais : Tijuana Bible), également appelée Dirty Comic, Fuck Book ou Eight Pager, est une bande dessinée érotique de huit pages produite aux États-Unis durant les années 1920 jusqu'aux années 1960. 

## Histoire
Distribués dans la clandestinité dans les arrière-bars, les garages ou dans la rue, ces petits livres ont connu un véritable succès durant la Grande Dépression de 1929. Le terme « bible » renvoyait au petit format du livre, le nom Tijuana lui conférant une connotation exotique[réf. nécessaire]. Selon l’auteur de bande dessinée Art Spiegelman, il se pourrait que ce terme ait été inventé pour insulter la population mexicaine.
Également appelées Bluesies, Jo-Jo Books, Two-by-Fours, Gray-Backs, Tillie-and-Mac Books, Dirty Book, Eight Pagers (du fait de leur pagination), Jiggs and Maggie Books et enfin Fuck Books, les Tijuana Bibles sont les toutes premières bandes dessinées pornographiques aux États-Unis. Elle dressent un portrait inattendu et vivant des mœurs ou des fantasmes de leur époque en matière de sexualité, contrastant avec la légende d'une Amérique qui aurait été absolument puritaine jusqu'aux années 1960. Les dates précises des publications ne peuvent être déduites que par les événements ou les séries auxquelles elles font allusion. Après la Seconde Guerre mondiale, le succès des Tijuana Bibles déclina.
On ne connaît[style à revoir] l'identité précise d'aucun auteur de ce type de livres. On avance parfois le nom de Wesley Morse comme dessinateur d'un bon nombre de Tijuana Bibles. Joe Shuster a, quant à lui, illustré au début des années 1950, Nights of Horror, une Tijuana Bible dont les personnages masculins font fortement penser à Superman, et certains de ses personnages féminins ressemblent à Lois Lane.
En 1915, une Bible de Tijuana intitulée A Grass Sandwich est adaptée en film muet.

## Caractéristiques
Une Bible de Tijuana mesure approximativement 10 × 15 cm, est imprimée avec de l’encre noire sur du papier bon marché (souvent du papier journal) et tient en huit pages.
Les Bibles de Tijuana parodient des personnalités comme Greta Garbo ou Mae West ainsi que les personnages de bande dessinée. Elles prennent pour cible des séries telles que Jikes (La Famille Illico), Little Orphan Annie, Popeye, Mickey Mouse, et ce sont ces parodies pornographiques qui ont le plus de succès.
Elles abordent également la question des stéréotypes de la société américaine (population asiatique, caïds, , etc.).
Il est très difficile aujourd'hui[Quand ?] de trouver des Bibles de Tijuana. Elles sont collectionnées principalement aux États-Unis, pour une cote moyenne de cinquante à cent dollars, même si certains d’entre elles peuvent largement dépasser cette somme. Le record est d’ailleurs détenu par un exemplaire représentant Mickey Mouse et Donald Duck, vendu 504 dollars en décembre 2002[réf. nécessaire].

## Dans la culture populaire
Dans le roman graphique Watchmen d'Alan Moore, l'ancienne héroïne le Spectre Soyeux (Sally Jupiter) montre à sa fille (Laurie Juspeczyk) une Tijuana bible où elle apparaissait, trouvant flatteuse une telle apparition, à l'indignation de sa fille.